# Heinrich Lauer (Politiker, 1816)
Heinrich Lauer (* 6. August 1816 in Niederwalgern im Landkreis Marburg-Biedenkopf; † 1. Juli 1896 ebenda) war ein deutscher Landwirt und Mitglied der kurhessischen Ständeversammlung.

## Leben
Heinrich Lauer wurde als Sohn des Gutsbesitzers Johannes Lauer und dessen Ehefrau Christina Ebert geboren. Er bewirtschaftete den väterlichen Landwirtschaftsbetrieb und Gutshof mit einer Größe von 70 Hektar und betrieb Tierzucht und eine Brennerei.
Als Vertreter für den größeren Grundbesitz hatte er in den Jahren von 1852 bis 1861 mehrmals ein Mandat für die Zweite Kammer der kurhessischen Ständeversammlung.
1862/1863 war er für die Höchstbesteuerten des Wahlbezirks Marburg  im 20. und 21. Landtag. 
Er gehörte neben den Abgeordneten Adam Trabert, Justus Heinrich Bromm und Theodor Gundlach zu den „Demokraten“, die liberal-demokratisch ausgerichtet waren. Deren Stimmverhalten war allerdings nicht immer eindeutig.  
1866 stimmte er gegen den Antrag des Abgeordneten Edwin von Bischoffshausen, der die Neutralität des Landes Hessen im Deutschen Krieg beinhaltete.
1877, 1878 und 1890 wurde er von den Sozialisten zum Reichstagskandidaten für den Wahlkreis Kassel 5 (Marburg, Frankenberg, Kirchhain) aufgestellt. Alle Bewerbungen waren erfolglos.